# Эцелазор
Эцелазор (арм. Հեծելազոր) — вид организационной единицы древнеармянской армии, в особенности в период правления Тиграна II Великого. Эцелазор состоял из лёгких и тяжёлых частей. Также как и этеваки, делился на гунды (полки), джокаты (отряды), арюраки (сотни) и исняки (пятидесятки). Солдат в эцелазоре имел длинное копьё, лук и стрелы, меч и щит. Во время боя эцелазор, как правило, выполнял специальные задания и принимал участие в наиболее опасной части сражения.
Царская армия строилась на постоянной основе, ядром которой был эцелазор. Был сторожевой эцелазор, главной задачей которого была защита крепостей, в которых хранилась царская сокровищница.